# Juillet 1915

## Événements
- Congrès socialiste interbalkanique de Bucarest. Il condamne la IIe Internationale et se prononce en faveur des thèses de Karl Liebknecht et des Bolcheviks.

- 1er juillet : Gabrielle Chanel ouvre une maison de couture à Biarritz.

- 2 juillet : 
  - Bataille de l'île de Gotland.
  - Mort de Porfirio Diaz à Neuilly-sur-Seine.

- 4 juillet : les Turcs cessent l’offensive sur la presqu’île de Gallipoli.

- 7 juillet : 
  - Première conférence interalliée à Chantilly où sont examinées les offensives sur le front de l’Ouest, le front italien et en Serbie.
  - Fin de la Première bataille de l'Isonzo.

- 12 juillet : les Allemands du Sud-Ouest africain capitulent et les sud-africains occupent la colonie qu’ils espèrent annexer.

- 13 juillet : offensive allemande sur le Niémen et la Narew dans le but d’encercler les Russes stationnés dans la boucle de la Vistule

- 14 juillet : le chérif Hussein de La Mecque envoie une lettre au haut-commissaire britannique en Égypte, sir Henry Mac-Mahon. Il propose de créer un mouvement d’insurrection dans la péninsule arabique en échange de l’indépendance des pays arabes, de la reconnaissance d’un califat arabe et de l’abolition des privilèges étrangers.

- 18 juillet :
  - Échec italien de la deuxième offensive sur l’Isonzo.
  - Katherine Stinson est la première femme au monde à effectuer un looping.

- 19 juillet : première victoire aérienne de Georges Guynemer.

- 27 juillet : le Conseil fédéral suisse promulgue une ordonnance controversée sur la censure.

- 28 juillet : intervention militaire des États-Unis en Haïti. Début de l'occupation par les États-Unis qui défendent les intérêts de la banque Kuhn, Loeb & co (fin en 1934). Les marines supervisent l’élection du président par le Congrès et imposent un traité leur permettant d’intervenir pour garantir le maintien du gouvernement.

## Naissances
- 4 juillet : Jacques Silberfeld, écrivain français († 17 janvier 1991).
- 10 juillet : Saul Bellow, écrivain américain, Prix Nobel de littérature en 1976, († 5 avril 2005).
- 11 juillet :
  - « El Sargento » (Guillermo Rodríguez Martínez), matador péruvien († 2 octobre 1951).
  - Guy Schoeller, éditeur français († 24 octobre 2001).
- 25 juillet :
  - Albert Preziosi, aviateur militaire français († 28 juillet 1943).
  - Joseph Patrick Kennedy, Jr. († 12 août 1944).
- 29 juillet : Marie-Alphonsine Loretti, ambulancière militaire française première femme décorée de la Médaille militaire († 5 février 1944).

## Décès
- 2 juillet : Porfirio Díaz, président du Mexique jusqu'en 1911.
- 10 juillet : Hendrik Willem Mesdag, peintre néerlandais (° 23 février 1831).
- 16 juillet : Ellen White, cofondateur de l'Église adventiste du septième jour.
- 22 juillet : Sandford Fleming, ingénieur et inventeur.